# Gilboa

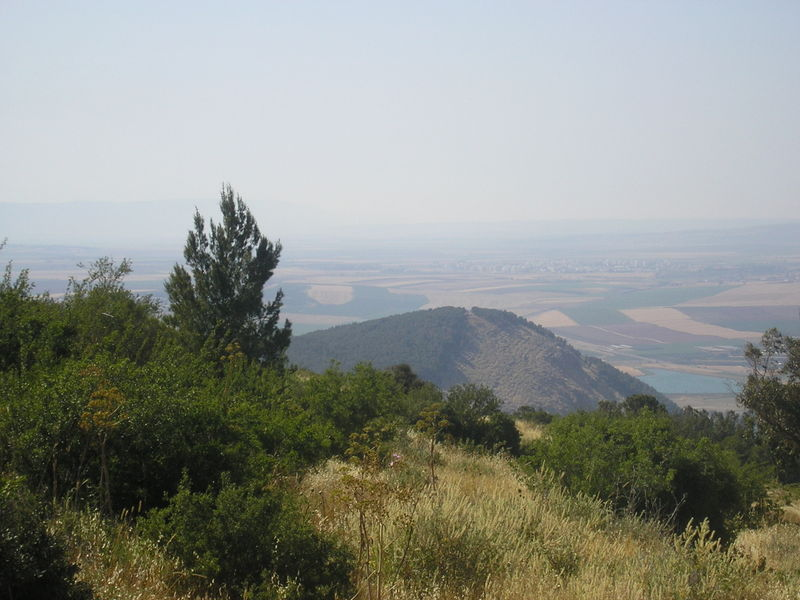
Berget Gilboa

Gilboa är en bergsträcka i nordöstra Israel vid sydöstra hörnet av Jezreelslätten. På sluttningen av berget stod den för kung Saul olyckliga striden med filistéerna, i vilken han och hans tre  söner dödades (Första Samuelsboken 28-31).